# Alfa Romeo C42
L'Alfa Romeo C42 è una monoposto di Formula 1, costruita dalla scuderia Alfa Romeo per partecipare al campionato mondiale di Formula 1 2022.

## Livrea

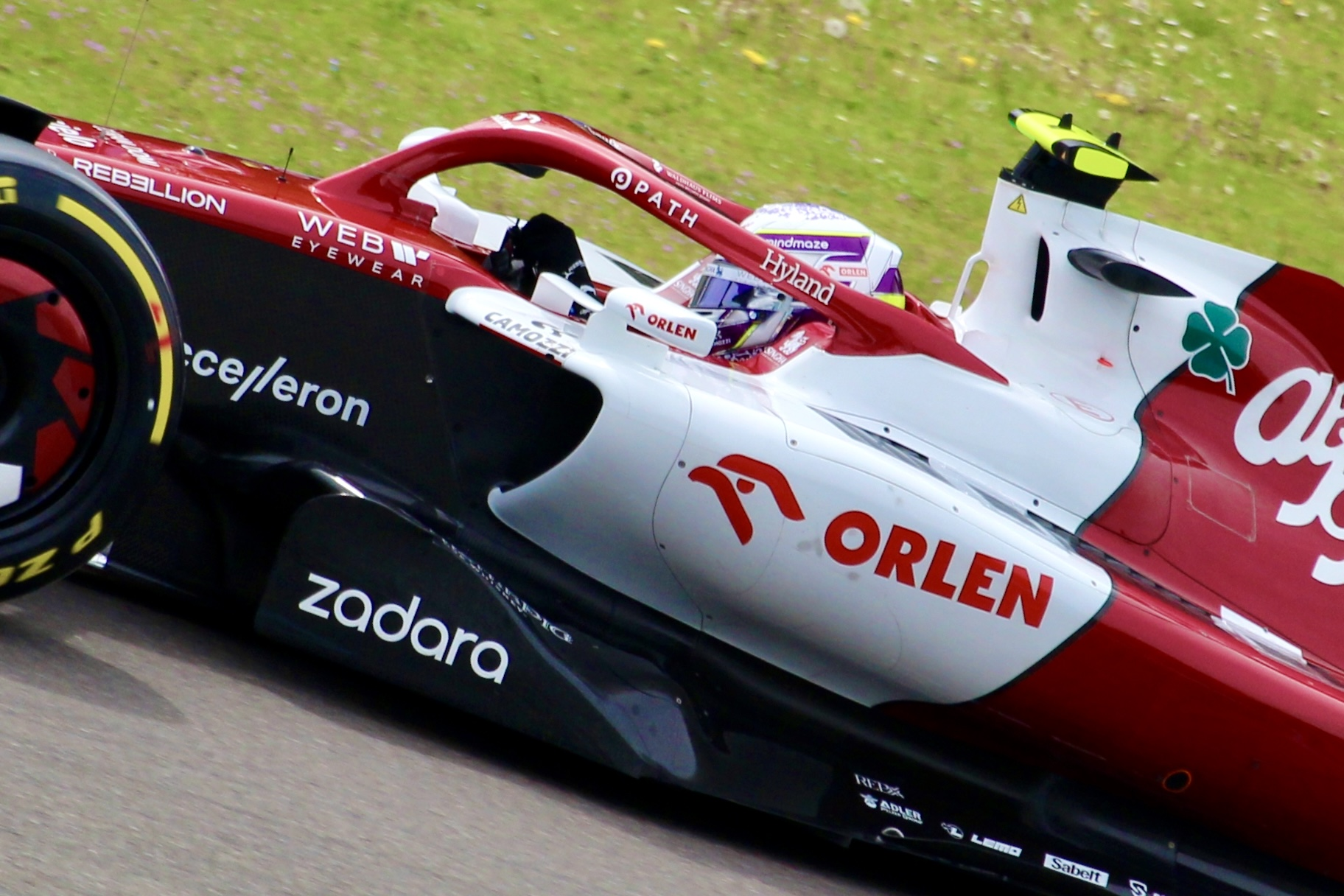
Dettaglio della livrea della C42 di Zhou Guanyu in Emilia-Romagna

La livrea della C42 – ancora disegnata dal Centro Stile Alfa Romeo, il cui logo è posizionato sotto il numero di gara sul cofano – si rinnova completamente rispetto alle monoposto antecedenti, a partire dalla C37, mentre cromaticamente fa uso degli stessi colori e si ispira alle vetture Alfa Romeo utilizzate tra il 1979 e il 1982; in particolare alla 182, caratterizzata dalla livrea dello sponsor Marlboro. Infatti, di base è presente il rosso, il quale è diviso in due porzioni da una banda obliqua bianca che colora parte delle pance laterali e dell'airscope. Di bianco sono colorati anche la punta del muso, nel quale è posto il logo dell'Alfa Romeo, e le parti esterne delle paratie dell'ala anteriore, mentre neri sono il fondo della vettura, le parti laterali del muso e le ali anteriore e posteriore. In particolare l'ala mobile del DRS di quest'ultima superiormente è rossa e presenta i loghi del title sponsor Orlen, mentre inferiormente è colorara con i colori della bandiera italiana, oltre a riportare la classica scritta «Alfa Romeo» in corsivo. Sul cofano motore il grande logo stilizzato della casa del Biscione è sostituito da un logo vintage, come quello applicato sulle calandre dei modelli della casa milanese negli anni 30 del XX secolo. Il Quadrifoglio è stato nuovamente spostato nei pressi dell'airscope, a cavallo tra il bianco e il rosso, mentre il logo dell'Autodelta non è più presente.
In occasione del 30º anno di partecipazione della Sauber Motorsport in Formula 1, sulle paratie interne dell'alettone posteriore è posta la dicitura «30 Years in Formula One».
Per il Gran Premio d'Azerbaigian, in occasione del lancio dell'Alfa Romeo Tonale, le due C42 presentano una livrea speciale contraddistinta dalla sostituzione del colore rosso della porzione del posteriore della vettura con il "Verde Montreal" – caratteristico del nuovo SUV della casa del Biscione – il quale sfuma in una colorazione più scura verso il posteriore. In aggiunta a ciò vengono ripetute in maggior numero sulle pance, anche se in maniera poco visibile, le firme luminose della Tonale, come quelle già presenti sul cofano motore dal Gran Premio di Monaco.
Per il Gran Premio d'Italia, per celebrare il centenario dell'autodromo di Monza, i loghi dell'Alfa Romeo con la scritta in obliquo presenti sul muso e sul lato destro del cofano motore vengono sostituiti da una delle prime versioni del marchio dell'azienda con la croce dello stemma di Milano e il Biscione visconteo.

## Nomenclatura
La C42 va a sostituire la C41 del 2021, che a sua volta aveva soppiantato la C39 del 2020. Durante le fasi di sviluppo della nuova vettura a effetto suolo nel 2020, le era stata assegnata internamente la denominazione "C40" in previsione dei nuovi regolamenti che sarebbero stati introdotti nella stagione 2021, ma a causa della posticipazione di un anno dell'entrata in vigore dei nuovi regolamenti, è stato necessario sviluppare una nuova vettura, la C41. Tuttavia, prima della presentazione dell'auto, Alfa Romeo ha dichiarato che la monoposto non si sarebbe più chiamata C40, bensì C42, per evitare di creare confusione con la designazione numerica crescente delle vetture.

## Presentazione
Una versione non definitiva della monoposto inizialmente ha esordito il 15 febbraio durante uno shakedown pre-test sulla pista di Fiorano con una livrea camouflage, per poi debuttare ufficialmente il 23 febbraio durante i test di Barcellona con la medesima livrea camuffata.
La vettura con la livrea definitiva è stata presentata il 27 febbraio 2022.

## Scheda tecnica
| Caratteristiche tecniche - Alfa Romeo C42                      | Caratteristiche tecniche - Alfa Romeo C42                          | Caratteristiche tecniche - Alfa Romeo C42                          | Caratteristiche tecniche - Alfa Romeo C42                                                     | Caratteristiche tecniche - Alfa Romeo C42                                                     | Caratteristiche tecniche - Alfa Romeo C42                                                     |
| Configurazione                                                 | Configurazione                                                     | Configurazione                                                     | Configurazione                                                                                | Configurazione                                                                                | Configurazione                                                                                |
| -------------------------------------------------------------- | ------------------------------------------------------------------ | ------------------------------------------------------------------ | --------------------------------------------------------------------------------------------- | --------------------------------------------------------------------------------------------- | --------------------------------------------------------------------------------------------- |
| Carrozzeria: monoposto                                         | Carrozzeria: monoposto                                             | Posizione motore: centrale                                         | Posizione motore: centrale                                                                    | Trazione: posteriore                                                                          | Trazione: posteriore                                                                          |
| Dimensioni e pesi                                              |                                                                    |                                                                    |                                                                                               |                                                                                               |                                                                                               |
| Posti totali: 1                                                | Posti totali: 1                                                    | Bagagliaio: assente                                                | Bagagliaio: assente                                                                           | Serbatoio: 110 kg                                                                             | Serbatoio: 110 kg                                                                             |
| Meccanica                                                      |                                                                    |                                                                    |                                                                                               |                                                                                               |                                                                                               |
| Tipo motore: Ferrari 066/7, V6 turbo ibrido con bancate di 90° | Tipo motore: Ferrari 066/7, V6 turbo ibrido con bancate di 90°     | Tipo motore: Ferrari 066/7, V6 turbo ibrido con bancate di 90°     | Cilindrata: 1600 cm³                                                                          | Cilindrata: 1600 cm³                                                                          | Cilindrata: 1600 cm³                                                                          |
| Distribuzione: Bialbero a 24 valvole con punterie pneumatiche  | Distribuzione: Bialbero a 24 valvole con punterie pneumatiche      | Distribuzione: Bialbero a 24 valvole con punterie pneumatiche      | Alimentazione: 500 bar-diretta (1 iniettore per cilindro)                                     | Alimentazione: 500 bar-diretta (1 iniettore per cilindro)                                     | Alimentazione: 500 bar-diretta (1 iniettore per cilindro)                                     |
| Prestazioni motore                                             | Potenza: 1000 CV                                                   | Potenza: 1000 CV                                                   | Potenza: 1000 CV                                                                              | Potenza: 1000 CV                                                                              | Potenza: 1000 CV                                                                              |
| Accensione: Magneti Marelli statica                            | Accensione: Magneti Marelli statica                                | Accensione: Magneti Marelli statica                                | Impianto elettrico: Magneti Marelli                                                           | Impianto elettrico: Magneti Marelli                                                           | Impianto elettrico: Magneti Marelli                                                           |
| Frizione: doppia multidisco a comando elettroidraulico         | Frizione: doppia multidisco a comando elettroidraulico             | Frizione: doppia multidisco a comando elettroidraulico             | Cambio: longitudinale sequenziale a 8 marce + RM con comando semiautomatico a cambiata veloce | Cambio: longitudinale sequenziale a 8 marce + RM con comando semiautomatico a cambiata veloce | Cambio: longitudinale sequenziale a 8 marce + RM con comando semiautomatico a cambiata veloce |
| Telaio                                                         |                                                                    |                                                                    |                                                                                               |                                                                                               |                                                                                               |
| Corpo vettura                                                  | in materiale composito a nido d'ape con fibra di carbonio          | in materiale composito a nido d'ape con fibra di carbonio          | in materiale composito a nido d'ape con fibra di carbonio                                     | in materiale composito a nido d'ape con fibra di carbonio                                     | in materiale composito a nido d'ape con fibra di carbonio                                     |
| Sospensioni                                                    | anteriori: puntone (push-rod) / posteriori: puntone (push-rod)     | anteriori: puntone (push-rod) / posteriori: puntone (push-rod)     | anteriori: puntone (push-rod) / posteriori: puntone (push-rod)                                | anteriori: puntone (push-rod) / posteriori: puntone (push-rod)                                | anteriori: puntone (push-rod) / posteriori: puntone (push-rod)                                |
| Freni                                                          | anteriori: Freni a disco Brembo / posteriori: Freni a disco Brembo | anteriori: Freni a disco Brembo / posteriori: Freni a disco Brembo | anteriori: Freni a disco Brembo / posteriori: Freni a disco Brembo                            | anteriori: Freni a disco Brembo / posteriori: Freni a disco Brembo                            | anteriori: Freni a disco Brembo / posteriori: Freni a disco Brembo                            |
| Pneumatici                                                     | Pirelli / Cerchi: BBS da 18 in                                     | Pirelli / Cerchi: BBS da 18 in                                     | Pirelli / Cerchi: BBS da 18 in                                                                | Pirelli / Cerchi: BBS da 18 in                                                                | Pirelli / Cerchi: BBS da 18 in                                                                |
| Altro                                                          |                                                                    |                                                                    |                                                                                               |                                                                                               |                                                                                               |
| Energia batteria (a giro) 4 MJ                                 | Sistema ERS                                                        | Sistema ERS                                                        | Sistema ERS                                                                                   | Sistema ERS                                                                                   | Sistema ERS                                                                                   |
| Potenza MGU-K: 120 kW                                          | Giri max MGU-K: 50 000 giri/min Giri max MGU-H: 125 000 giri/min   | Giri max MGU-K: 50 000 giri/min Giri max MGU-H: 125 000 giri/min   | Giri max MGU-K: 50 000 giri/min Giri max MGU-H: 125 000 giri/min                              | Giri max MGU-K: 50 000 giri/min Giri max MGU-H: 125 000 giri/min                              | Giri max MGU-K: 50 000 giri/min Giri max MGU-H: 125 000 giri/min                              |
| Fonte dei dati: Alfa Romeo F1 Team ORLEN                       |                                                                    |                                                                    |                                                                                               |                                                                                               |                                                                                               |

## Carriera agonistica

### Stagione

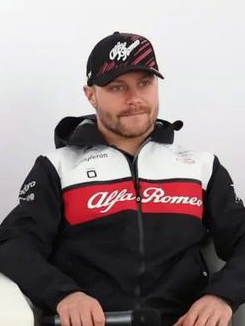
Bottas, al debutto con Alfa Romeo in Bahrein, ottiene un 6º posto che rimarrà il migliore piazzamento stagionale del team, bissato dallo stesso finlandese in Spagna.

La nuova C42 si dimostra essere molto competitiva ed in grado di lottare per la zona punti già in Bahrein, prova ne è il fatto che Bottas riesce a qualificarsi in sesta posizione mettendosi dietro squadre del calibro di McLaren, Mercedes ed Aston Martin in crisi tecnica dovuta al cambio regolamentare. In gara si confermano le buone prestazioni della qualifica, il finlandese mantiene la zona punti e chiude sesto grazie anche al ritiro delle due Red Bull portando all'Alfa Romeo il miglior risultato in gara dal Gran Premio del Brasile 2019; Ottimo anche l'esordio di Zhou: partito dalla quindicesima posizione, riesce ad avere la meglio in un duello con Lewis Hamilton nei primi giri e chiude decimo, entrando nella storia della Formula 1 come il primo pilota di nazionalità cinese a disputare un Gran Premio e ottenere punti.
Nel successivo Gran Premio in Arabia Saudita Bottas accede nuovamente alla Q3 e si qualifica ottavo, ma in gara è costretto al ritiro mentre si trovava in zona punti, Zhou invece scatta dalla sesta fila ma in gara non fa meglio dell'undicesima posizione. In Australia l'Alfa Romeo si riscatta raccogliendo altri quattro punti, sebbene una qualifica deludente che vede anche Bottas fuori dai primi 10 in griglia dopo 103 gare (nuovo record). In Emilia-Romagna la situazione migliora ancora, con il solito Bottas che ottiene due punti nella Sprint del sabato e la quinta posizione finale nel Gran Premio (aiutato anche da una Ferrari in difficoltà) dopo aver perso la battaglia per il quarto posto contro la Mercedes di George Russell. Il finlandese ottiene altri 16 punti grazie a un settimo posto a Miami, un sesto a Barcellona e un nono a Montecarlo, mentre il rookie cinese si ritira in tre occasioni e arriva fuori dai punti nel GP monegasco. 

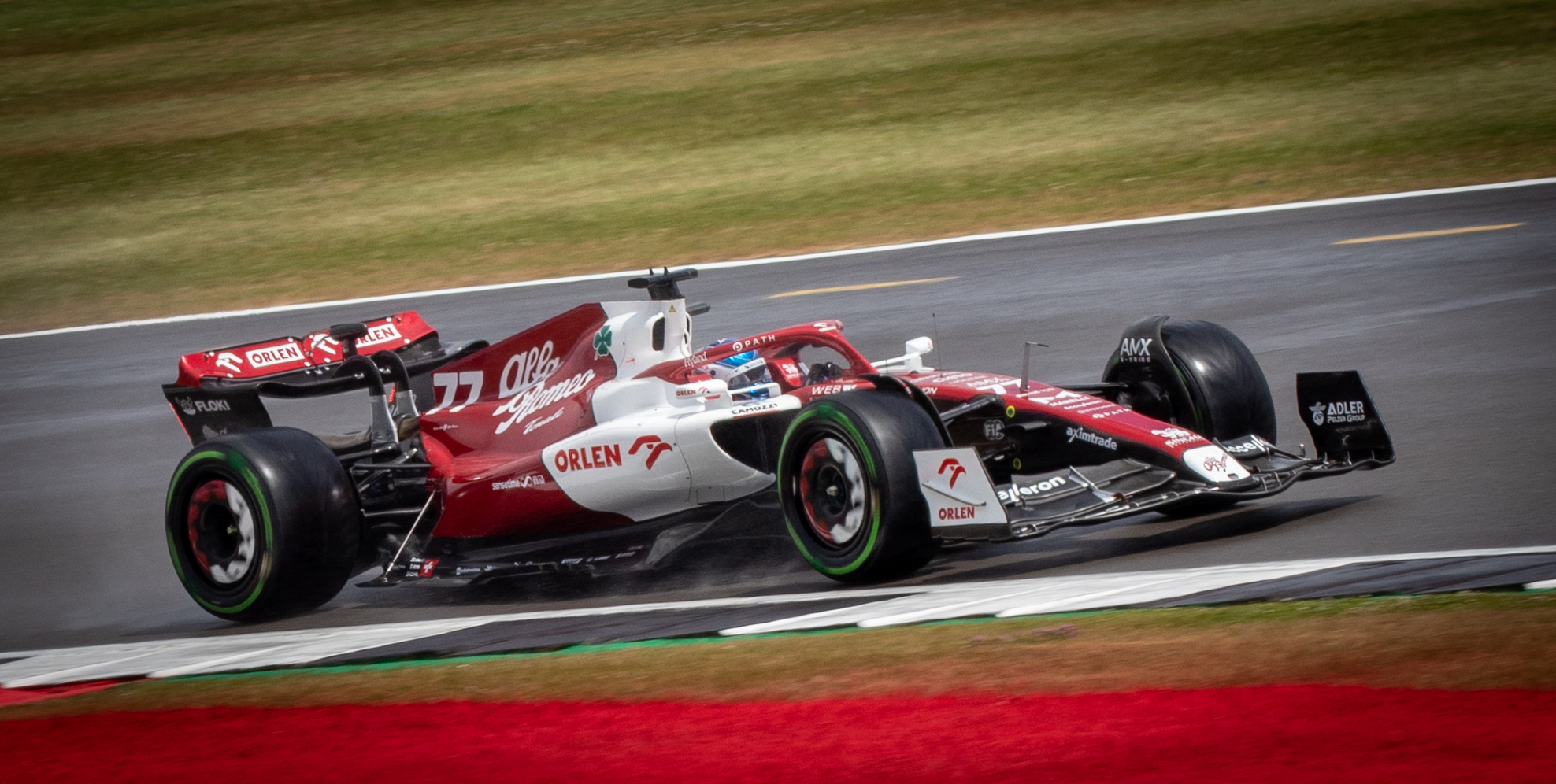
La C42 di Bottas in azione sul bagnato in Gran Bretagna

In Canada Bottas e Zhou arrivano in settima e ottava posizione, portando per la prima e unica volta in stagione entrambe le C42 a punti nella stessa corsa; A Silverstone invece si ritirano entrambi, con Zhou che è suo malgrado protagonista di un brutto incidente al via: partito dalla quinta fila, viene colpito dalla Mercedes di George Russell che, stretto tra l'Alfa Romeo e l'Alpha Tauri di Pierre Gasly, colpisce la ruota posteriore destra della vettura elvetica, facendola ribaltare per poi attraversare capovolta tutta la via di fuga e finire la corsa oltre la classica barriera di gomme, danneggiando anche la barriera protettiva che separa il tracciato dagli spalti. Nonostante il roll-bar completamente andato distrutto, Zhou è salvo (addirittura illeso) grazie all'Halo che evita il contatto tra il casco del pilota e l'asfalto.
Nel resto della stagione, l'Alfa Romeo fatica ad ottenere altri piazzamenti a punti a causa anche degli aggiornamenti portati dalle dirette rivali, nonostante ciò Zhou ha comunque modo di tornare a punti a Monza e ottenere addirittura il giro più veloce nel Gran Premio del Giappone: Zhou è il primo cinese nella storia a riuscirci, mentre Alfa Romeo torna a far segnare un giro veloce in gara 39 anni dopo quello di Andrea De Cesaris nel Gran Premio del Belgio 1983. Bottas torna invece a punti solo nella parte finale del campionato, arrivando 10º in Messico e 9° in Brasile; Grazie a questi piazzamenti e una straordinaria prima parte di campionato dove la vettura era stabilmente in zona punti, l'Alfa Romeo chiude il 2022 al sesto posto (miglior risultato in classifica dal 2012) con 55 punti, appaiata con la Aston Martin che ha raggiunto il team elvetico proprio all'ultima gara ad Abu Dhabi.

## Piloti
| Piloti ufficiali     | Piloti ufficiali   | Piloti ufficiali |
| Nazione              | Nome               | Numero           |
| -------------------- | ------------------ | ---------------- |
| Finlandia (bandiera) | Valtteri Bottas    | 77               |
| Cina (bandiera)      | Zhou Guanyu        | 24               |
| Piloti di riserva    |                    |                  |
| Nazione              | Nome               | Numero           |
| Polonia (bandiera)   | Robert Kubica      | 88               |
| Francia (bandiera)   | Théo Pourchaire    | 98               |
| Italia (bandiera)    | Antonio Giovinazzi | 99               |

## Risultati in Formula 1
| Anno | Team       | Motore  | Gomme | Piloti |    |     |    |    |     |     |    |     |   |     |    |     |     |     |     |    |     |    |     |    |    |    | Punti | Pos. |
| ---- | ---------- | ------- | ----- | ------ | -- | --- | -- | -- | --- | --- | -- | --- | - | --- | -- | --- | --- | --- | --- | -- | --- | -- | --- | -- | -- | -- | ----- | ---- |
| 2022 | Alfa Romeo | Ferrari | P     | Bottas | 6  | Rit | 8  | 57 | 7   | 6   | 9  | 11  | 7 | Rit | 11 | 14  | 20* | Rit | Rit | 13 | 11  | 15 | Rit | 10 | 9  | 15 | 55    | 6º   |
| 2022 | Alfa Romeo | Ferrari | P     | Zhou   | 10 | 11  | 11 | 15 | Rit | Rit | 16 | Rit | 8 | Rit | 14 | 16* | 13  | 14  | 16  | 10 | Rit | 16 | 12  | 13 | 12 | 12 | 55    | 6º   |

| Legenda | 1º posto     | 2º posto | 3º posto    | A punti         | Senza punti/Non class.  | Grassetto – Pole position Corsivo – Giro più veloce Apice – Risultato Sprint (A punti) |
| Legenda | Squalificato | Ritirato | Non partito | Non qualificato | Solo prove/Terzo pilota | Grassetto – Pole position Corsivo – Giro più veloce Apice – Risultato Sprint (A punti) |

* – Indica il pilota ritirato ma ugualmente classificato avendo coperto, come previsto dal regolamento, almeno il 90% della distanza di gara.